# Bitwa pod Eskişehir
Bitwa pod Eskişehir – bitwa stoczona w dniach 10-24 lipca 1921 roku pomiędzy armią grecką a turecką, zakończona taktycznym zwycięstwem Greków.

## Przyczyny konfliktu
Po przełamaniu tureckiej linii obrony w rejonie Kara Hisâr-ı Sahib (dzis. Afyonkarahisar) oddziały greckie dowodzone przez gen. Papulasa dążyły do otoczenia i zniszczenia wycofujących się głównych sił tureckich. Niepowodzenie planu okrążenia spowodowało zwolnienie tempa greckiej ofensywy, umożliwiając Grekom podciągnięcie rezerw i przejście do wojny pozycyjnej.

## Przebieg bitwy
Jednostki greckie uderzyły jednocześnie w kierunku miast Kara Hisâr-ı Sahib, Kütahya i Eskişehir, dążąc do przejęcia ich pod kontrolę i przełamania tureckiej linii obrony. Istotną rolę odgrywało także opanowanie linii kolejowych łączących atakowane miasta. W pierwszym rzucie na miasto Kütahya uderzyło 8 dywizji greckich. Mimo zaciętego oporu stawianego przez Turków, 9 lipca miasto znalazło się w rękach Greków. Mustafa Kemal pasza po przybyciu do Eskişehir uznał, że sytuacja oddziałów tureckich jest krytyczna i konieczny jest odwrót na wschód, gdzie miała powstać nowa linia obronna. Armia turecka uniknęła okrążenia i zdążyła wycofać się na wschodni brzeg rzeki Sakarii, zabierając ze sobą lokomotywy i wagony kolejowe. Król Grecji Konstantyn, premier Dimitrios Gunaris i gen. A. Papulas w czasie narady w Kütahya postanowili wstrzymać działania na okres miesiąca, po czym kontynuować ofensywę na wschód od rzeki Sakarya.